# Фалеев, Николай Иванович
Фалеев Николай Иванович (1872—1941) — русский поэт, писатель, драматург, публицист; офицер, военный юрист; преподаватель Императорского Лесного института (Санкт-Петербург), общественный и политический деятель, товарищ министра земледелия Временного правительства (1917); член ВЦИК (1918), ответственный редактор «Известий ВЦИК».

## Семья
Удивительно разносторонний человек, Николай Иванович Фалеев родился в 1872 году в Москве, в семье военного писаря, дослужившегося впоследствии до должности заведующего типографией штаба Московского военного округа. Отец его умер довольно рано, и мать, оказавшись с двумя сыновьями в затруднительном положении, определила старшего сына Николая в кадетский корпус на казенное содержание.

## Учёба
После окончания кадетского корпуса Николай Иванович поступает в Московское Александровское военное училище, из которого в 1893 году выпущен подпоручиком. (Жизнь юнкеров с её атмосферой военной демократии, сурового товарищества, первой любви замечательно изображена А. И. Куприным, двумя годами ранее окончившим это училище, в повести «Юнкера», написанной в эмиграции).
С 1893-го по 1896 год служил подпоручиком в Таврическом 6-м гренадерском полку генерал-фельдмаршала Великого Князя Михаил Николаевича в Москве. Прослужив четыре года, поступил в Военно-юридическую академию в Петербурге, позднее (1908) получившую наименование Александровской в честь Александра III. По положению, в эту академию принимались офицеры, прослужившие не менее 4 лет в офицерском звании в строю и удостоенные начальством.

## Служба в военно-судебном ведомстве
По окончании в 1899 году Военно-юридической академии по отделению уголовного права под руководством проф. В. Д. Кузьмина-Караваева за блестящие успехи в науках Николаю Фалееву был присвоен чин штабс-капитана. Спустя три дня после окончания академии он отчислен в распоряжение главного Военно-судного управления и прикомандирован к прокурорскому надзору петербургского Военно-окружного суда для ознакомления с военно-судебной частью. С 1900-го по октябрь 1905 года был защитником в Военно-окружном суде Петербурга. В апреле 1902 года за выслугу лет произведен в чин капитана. В тот же период (1901) он заканчивает юридический факультет Петербургского университета и пишет диссертацию «Условное осуждение (новая область его применения)». Его желание посвятить себя преподавательской деятельности и занять должность экстраординарного профессора в Военно-юридической академии не увенчалось успехом: предпочтение было отдано князю С. А. Друцкому. Вскоре Н. И. Фалеев понимает, что его дальнейшая деятельность на этом поприще невозможна из-за сословных преград.

## Журналистская деятельность
Между тем сфера его интересов перемещается в другую плоскость. Он пишет, опираясь на исследования материалов специальных военных архивов, мало доступных широкой публике, серию очерков по истории дуэлей в первой половине XIX века. В 1904—1905 годах эти очерки были напечатаны в «Историческом вестнике», популярнейшем в то время историко-литературном журнале.
С началом революции 1905 года Н. И. Фалеев принимает активнейшее участие в издании еженедельного сатирического журнала с карикатурами «Зритель», будучи членом редколлегии и одним из ведущих авторов. Журнал сразу же обратил на себя внимание общества материалами, направленными против господствующих порядков. Печатался Николай Фалеев и в сатирических журналах: «Леший», «Скоморох», «Альманах», «Стрекоза», «Молодые силы» и др. (Его стихотворения той поры включены в сборник «Стихотворная сатира первой русской революции (1905—1907)». Библиотека поэта. Большая серия. 1969).
Н. И. Фалеев пишет острые сатирические произведения под вымышленными именами, но в основном пользуется псевдонимом «Чуж-Чуженин». Когда руководству петербургского Военно-окружного суда становится известна подлинная фамилия автора, его заставляют выйти в отставку. Редактор-издатель «Зрителя» Ю. К. Арцыбушев (кстати, и автор всех карикатур) был приговорен к 2,5 годам крепости, но подал кассационную жалобу в Сенат и был оправдан.

## Адвокатская деятельность
Уйдя в вынужденную отставку, Н. И. Фалеев занялся адвокатской практикой. В ней было несколько нашумевших дел. В частности, в процессе Б. В. Савинкова, руководителя боевого отдела партии эсеров (1906 г., Севастополь), группа петербургских адвокатов, в которой состоял и Николай Иванович, добилась отсрочки рассмотрения дела — из-за несовершеннолетия одного из обвиняемых. Местная организация эсеров воспользовалась этим обстоятельством и организовала побег Савинкова, которому в случае осуждения грозила смертная казнь.
Другое громкое дело также было в Севастополе летом 1906 года. Судили очередную группу матросов, которые принимали участие в восстании на крейсере «Очаков» осенью 1905 года. Суд над первой группой, включавшей руководителя группы лейтенанта П. П. Шмидта, прошёл в марте 1906 года. Шмидт и трое его товарищей были расстреляны. Остальные получили многие годы каторги. В июльском процессе некоторых подсудимых ожидала та же участь. Адвокаты подсудимых, включая Н. И. Фалеева, пытаясь спасти положение, шли на отчаянные меры. Накануне объявления приговора из здания суда исчезли и были сожжены в степи под Севастополем все документы по этому делу. Наказание морякам было смягчено распоряжением адмирала Н. И. Скрыдлова, нового командующего Черноморским флотом.
Н. И. Фалеев занимался адвокатской практикой до 1912 года, но, судя по всему, не был к ней расположен.

## Преподавательская деятельность
Прежнее намерение заняться преподаванием привело Н. И. Фалеева в Петербургский императорский лесной институт. С 1912 года он стал преподавать лесное право. Обстановка в институте была гораздо демократичнее, чем в Военно-юридической академии. Среди преподавателей было много прекрасных ученых-естественников. Фалеев вел курс лесных законов и лесоуправления. Он ясно видел, как надежно защищены леса в императорских и общинных владениях и как хищнически уничтожаются частными предпринимателями. В том же 1912 году выходит его учебное пособие «Лесное право» — первая попытка, как писал автор, создания лесного права как самостоятельной научной дисциплины.
В этот же период своей деятельности Н. И. Фалеев преподает в знаменитой школе Карла Мая, обучает гимназистов основам законоведения.

## Писательская деятельность
Все более тяготея к литературному творчеству, Н. И. Фалеев продолжает писать под псевдонимом Чуж-Чуженин. Одна из его сатирических пьес «Иммортели» имела большой успех и несколько сезонов шла в петербургских и провинциальных театрах. Едкой насмешке в пьесе подвергалась нарочитая ходульность русского декадентства и увлечение ею разбогатевшими, мало образованными купцами-меценатами. После встречи с композитором Виктором Гавриловичем Пергаментом под псевдонимом Чуж-Чуженин стал писать романсы и музыкальные пьесы, предназначенные для новой, невзыскательной публики, ходившей в театр в основном ради развлечения. Маленькие, изящные и забавные миниатюры нравились зрителям. Таких пьесок, более или менее удачных, было довольно много. Особенно удачной была постановка «Сказки о премудром Ахромее и прекрасной Евпраксее».

## Первая мировая война и Февральская революция
С началом Первой мировой войны Н. И. Фалеев как полковник в отставке был призван в действующую армию. Служил начальником штабов в 60-й бригаде и в 107-й пехотной дивизии в Гельсингфорсе (Хельсинки), в Риге был помощником военного прокурора 12-й армии.
Февральская революция 1917 года все перевернула в жизни Н. И. Фалеевa. Его снова втянули в политику, избрав председателем исполкома Рижского совета депутатов.
В июле во Временном правительстве пост министра земледелия занял глава партии эсеров В. М. Чернов. Эсеры, помня севастопольские процессы, видели в Н. И. Фалееве единомышленника и пригласили в правительство товарищем (заместителем) министра. Но Николай Фалеев был государственником. Он не разделял взглядов эсеров на владение землей и, особенно, лесом. Эсеры считали, что лес должен быть разделен и отдан в распоряжение местных властей или крестьянских общин. Фалеев хотел сохранить контроль за государством, чтобы не были потеряны ценные кадры лесничих, запрещена всякая купля-продажа леса, а гражданам лес раздавался строго по нормам. Четыре месяца в министерстве земледелия прошли для Н. И. Фалеевa в бесплодных спорах с эсерами.

## Советское время
После октябрьского переворота советское правительство было коалиционно. В него входили не только большевики, но и левые эсеры. Н. И. Фалеев в октябре 1917 г. был включен в состав коллегии Наркомзема (министерство земледелия). Весной 1918 г. всё советское правительство переехало из Петрограда в Москву. В коллегии продолжались безуспешные споры. Лес же с наступлением зимы вырубали все больше.
В июле 1918 г. левые эсеры вышли из правительства. В это время Фалеев вступил в партию большевиков и был принят его лесной кодекс. Разгоралась Гражданская война. В стране была введена политика военного коммунизма. С крестьян всё ещё не была снята продразверстка. Фалеев вынужден был принимать участие в проведении этой жестокой политики. К 1920 г. белая армия была разбита, но в стране полыхали крестьянские восстания. Н. И. Фалеев не хотел больше заниматься политикой и при первой возможности ушёл со своих «командных высот».
Oн уже не в первый раз в жизни резко меняет сферу деятельности. Участвуя во множестве съездов и заседаний, Н. И. Фалеев видел, как нужна хорошая система стенографии.
В 1920-е годы в России существовали, не мешая друг другу, полтора десятка разных стенографических систем. Николай Иванович разработал свою собственную, оригинальную. Два года (1921—1923) он пробыл ректором института стенографии, переименованного вскоре в высшие стенографические курсы.
Но и эта невинная и далекая от политики область не была оставлена вниманием власти, стремившейся к унификации всего и вся. Было задумано создать «унитарную» стенографическую систему, единую для всей страны. Это означало на практике признание одной системы и полное устранение всех остальных. Авторы большинства стенографических систем всеми силами сопротивлялись такой политике, особенно Н. М. Крулев, М. И. Лапекин и Н. И. Фалеев. Им удалось оттянуть введение унитарной системы на 10 лет. Но в июне 1933 года в качестве единственной, признанной в СССР стенографической системы, стала система H.H. Соколова. Все остальные оказались вне закона.
С 1923 по 1937 год Фалеев работал ответственным редактором «Известий ВЦИК». Редакция готовила к изданию стенографические отчеты Всероссийских и Всесоюзных съездов Советов рабочих и крестьянских делегатов (которые происходили раз в 2-3 года), а также заседаний их Центральных исполнительных комитетов, которые номинально были высшими органами власти в перерывах между съездами.

## Последние годы
В 1937 году у Н. И. Фалеева случился инсульт, и он ушёл на пенсию. Он ещё успел написать повесть о детстве «Изумруд», но следы этой рукописи, к сожалению, затерялись в издательстве. Летом 1941 года, через месяц после начала войны, немцы начали бомбить Москву. У Н. И. Фалеева наступил повторный инсульт, лишивший его движения и речи. Его увезли в больницу подальше от бомбежек на станцию «Пески». В октябре Николай Иванович сумел написать открытку и велел своей семье уезжать из Москвы. После возвращения из эвакуации близкие не смогли его найти. Место и время его смерти не установлено.

## Семья
Дочь — И. Н. Фалеева
Брат — Григорий Иванович, один из авторов известнейшего школьного учебника по физике, по которому училось несколько поколений советских школьников.
А. В. Перышкин, Г. И. Фалеев, В. В. Крауклис. Физика. Часть 1. Учебник для 6 класса семилетней и средней школы. Москва, 1954.